# Saint-Genis-Pouilly
Pour les articles homonymes, voir Saint-Genis et Pouilly.
Saint-Genis-Pouilly est une commune française, située dans le département de l'Ain en région Auvergne-Rhône-Alpes.
Elle se trouve dans le pays de Gex. Bordant la frontière suisse, elle fait partie de l'agglomération transfrontalière de Genève. De par sa population de plus de 12 000 habitants, c'est l'une des dix villes les plus importantes du département de l'Ain.
Saint-Genis-Pouilly accueille sur son territoire une grande partie des installations de physique des particules du CERN, l’Organisation européenne pour la recherche nucléaire, haut-lieu de la recherche fondamentale mondiale. C'est au CERN que la commune doit l'essentiel de son développement depuis le milieu des années 1960.

## Géographie

### Localisation
La commune se situe à la limite entre la plaine du Léman et les premières pentes du massif du Jura.
L'altitude de la commune varie de 419 mètres (à l'extrémité sud de la commune, au confluent entre l'Allondon et le Nant de l'Ecra) à 502 mètres (à l'extrémité nord de la commune, dans le hameau de Flies).
Les différents hameaux de la commune sont : Flies, Pouilly et Pregnin.

### Climat
Pour des articles plus généraux, voir Climat d'Auvergne-Rhône-Alpes et Climat de l'Ain.
En 2010, le climat de la commune est de type climat de montagne, selon une étude du CNRS s'appuyant sur une série de données couvrant la période 1971-2000. En 2020, Météo-France publie une typologie des climats de la France métropolitaine dans laquelle la commune est exposée à un climat de montagne ou de marges de montagne et est dans la région climatique Jura, caractérisée par une forte pluviométrie en toutes saisons (1 000 à 1 500 mm/an), des hivers rigoureux et un ensoleillement médiocre.
Pour la période 1971-2000, la température annuelle moyenne est de 10,3 °C, avec une amplitude thermique annuelle de 18,3 °C. Le cumul annuel moyen de précipitations est de 1 179 mm, avec 11,4 jours de précipitations en janvier et 8,7 jours en juillet. Pour la période 1991-2020, la température moyenne annuelle observée sur la station météorologique de Météo-France la plus proche, sur la commune de Cessy à 9 km à vol d'oiseau, est de 10,9 °C et le cumul annuel moyen de précipitations est de 1 063,2 mm,. Pour l'avenir, les paramètres climatiques de la commune estimés pour 2050 selon différents scénarios d'émission de gaz à effet de serre sont consultables sur un site dédié publié par Météo-France en novembre 2022.
| Mois                                  | jan.           | fév.           | mars          | avril         | mai           | juin          | jui.          | août          | sep.          | oct.          | nov.          | déc.           | année      |
| ------------------------------------- | -------------- | -------------- | ------------- | ------------- | ------------- | ------------- | ------------- | ------------- | ------------- | ------------- | ------------- | -------------- | ---------- |
| Température minimale moyenne (°C)     | −1,2           | −1,4           | 1,7           | 5,3           | 8,9           | 12,9          | 14,3          | 13,9          | 10,8          | 7,4           | 2,9           | −0,5           | 6,3        |
| Température moyenne (°C)              | 1,8            | 2,5            | 6,4           | 10,8          | 14,3          | 18,7          | 20,5          | 19,9          | 16,1          | 11,5          | 6,3           | 2,4            | 10,9       |
| Température maximale moyenne (°C)     | 4,9            | 6,3            | 11,2          | 16,2          | 19,6          | 24,6          | 26,7          | 25,9          | 21,5          | 15,7          | 9,6           | 5,4            | 15,6       |
| Record de froid (°C) date du record   | −13,9 30.01.05 | −16,3 01.02.03 | −11 01.03.05  | −6 08.04.03   | −0,4 06.05.19 | 2,6 01.06.06  | 6,7 25.07.11  | 6,3 26.08.18  | 1,6 25.09.02  | −3,4 26.10.03 | −10 27.11.05  | −14,7 20.12.09 | −16,3 2003 |
| Record de chaleur (°C) date du record | 15,9 01.01.23  | 19,5 23.02.20  | 22,4 16.03.12 | 26,5 22.04.18 | 32,8 24.05.09 | 35,5 25.06.03 | 37,6 07.07.15 | 38,5 24.08.23 | 31,2 11.09.23 | 27 09.10.23   | 21,4 02.11.20 | 16 18.12.19    | 38,5 2023  |
| Précipitations (mm)                   | 106            | 75,8           | 77,9          | 66,7          | 87            | 85,4          | 81,1          | 86,5          | 63            | 101,6         | 110,1         | 122,1          | 1 063,2    |

### Hydrographie
Plusieurs cours d'eau traversent ou bordent Saint-Genis-Pouilly : Lion, Allondon, Nant de l'Ecra, Bief de la Janvoin, Ouaf, Grand Journans et Petit Journans. En 2005 et 2006, ces cours d'eau ont fait l'objet d'une interdiction de tout prélèvement pour cause de sècheresse. En 2004, seuls l'Allondon et le Lion l'avaient été. En juin 2009, l'ensemble des cours d'eau de Saint-Genis-Pouilly a fait l'objet de restrictions des prélèvements. Le débit de l'Allondon est surveillé à Saint-Genis-Pouilly par une station du réseau HYDRO dont les mesures sont télétransmises,.

### Voies de communication et transports

#### Voies routières
Saint-Genis est située au début de la route à deux fois deux voies en direction de Bellegarde-sur-Valserine qui commence au rond-point de la Porte-de-France. La commune souffre d'embouteillages aux heures de pointes, surtout en hiver, du fait que les communes voisines n'ont pas la possibilité d'être reliées par des transports en commun qui désengorgeraient le trafic.

#### Pistes cyclables et trottoirs
Saint-Genis-Pouilly possède des trottoirs et voies pour piétons dans toute la ville, mais il manque notamment des structures aux portes et aux sorties, notamment vers Prévessin-Moëns et Thoiry.

#### Transport ferroviaire
La ligne Collonges-Fort-l'Écluse - Divonne-les-Bains (frontière) desservait Saint Genis Pouilly mais est actuellement désaffectée. En mai 2009 a été créée une association pour la promotion du rail dans le pays de Gex dont le but est la réouverture de la ligne et son intégration dans le système Léman Express.
Les deux gares principale de Genève, Genève-Cornavin et Genève-Aéroport sont accessibles par les lignes des TPG, tandis qu'un bus TER de la SNCF relie la gare TGV de Bellegarde en environ une demi-heure.

#### Transports en commun
La commune est desservie par les lignes de bus 66, 67 et 68 des Transports publics genevois (TPG), par un TER Ferney-Voltaire - Val-Thoiry, et un autre Divonne-les-Bains - Bellegarde-Gare TGV.
Le hameau de Pouilly n'est pas desservi par ces lignes. Les hameaux de Flies et Pregnin sont desservis par le bus 67.

#### Transports aériens
L'aéroport international de Genève, aux 120 destinations, se trouve à proximité et est facilement reliable via la ligne 66 des Transports publics genevois.

### Risques naturels
Selon l'étude réalisée en 2002 par la Direction départementale de l'agriculture et de la forêt, Saint-Genis-Pouilly est classée en zone à risque d'inondation de plaine. Selon une autre publication officielle, la commune est classée en zone à risque de crues torrentielles ou de plaine de type rapide. Enfin, selon la fiche des risques majeurs de Saint-Genis-Pouilly publiée par le portail de la prévention des risques majeurs du Ministère de l’Écologie, la commune est classée en zone à risque d'inondation avec enjeu humain.
Le risque d’inondations dans la commune est dû aux débordements occasionnés par les crues torrentielles des rivières l’Allondon, du Grand Journans et du Petit Journans, des ruisseaux le Lion et l’Ouaf.
Comme toutes les autres communes du canton de Gex, Saint-Genis-Pouilly est classée en zone de sismicité Ib, c'est-à-dire que le risque sismique y est faible. En 2007, un nouveau zonage est élaboré au Ministère de l’Écologie, mais il semble ne pas devoir modifier significativement le classement des communes du pays de Gex.

### Zones naturelles
La partie de la vallée de l'Allondon qui se trouve sur le territoire de la commune constitue une zone naturelle d'intérêt écologique, faunistique et floristique (ZNIEFF) de type I.
La commune est peu boisée (son taux de boisement est entre 10 et 20 %).
La commune dispose de parcelles boisées sur le territoire de la commune Crozet, au flanc du Jura au sud de la télécabine. On y trouve un arboretum.

## Urbanisme

### Typologie
Au 1er janvier 2024, Saint-Genis-Pouilly est catégorisée centre urbain intermédiaire, selon la nouvelle grille communale de densité à 7 niveaux définie par l'Insee en 2022.
Elle appartient à l'unité urbaine de Genève (SUI)-Annemasse (partie française), une agglomération internationale dont elle est une commune de la banlieue,. Par ailleurs la commune fait partie de l'aire d'attraction de Genève - Annemasse (partie française), dont elle est une commune de la couronne,. Cette aire, qui regroupe 158 communes, est catégorisée dans les aires de 700 000 habitants ou plus (hors Paris),.

### Occupation des sols
L'occupation des sols de la commune, telle qu'elle ressort de la base de données européenne d’occupation biophysique des sols Corine Land Cover (CLC), est marquée par l'importance des territoires artificialisés (49,2 % en 2018), en augmentation par rapport à 1990 (35,9 %). La répartition détaillée en 2018 est la suivante : 
zones urbanisées (28,7 %), zones agricoles hétérogènes (26,1 %), terres arables (18,3 %), zones industrielles ou commerciales et réseaux de communication (16 %), forêts (5,2 %), espaces verts artificialisés, non agricoles (4,6 %), prairies (1,3 %).
L'évolution de l’occupation des sols de la commune et de ses infrastructures peut être observée sur les différentes représentations cartographiques du territoire : la carte de Cassini (XVIIIe siècle), la carte d'état-major (1820-1866) et les cartes ou photos aériennes de l'IGN pour la période actuelle (1950 à aujourd'hui).

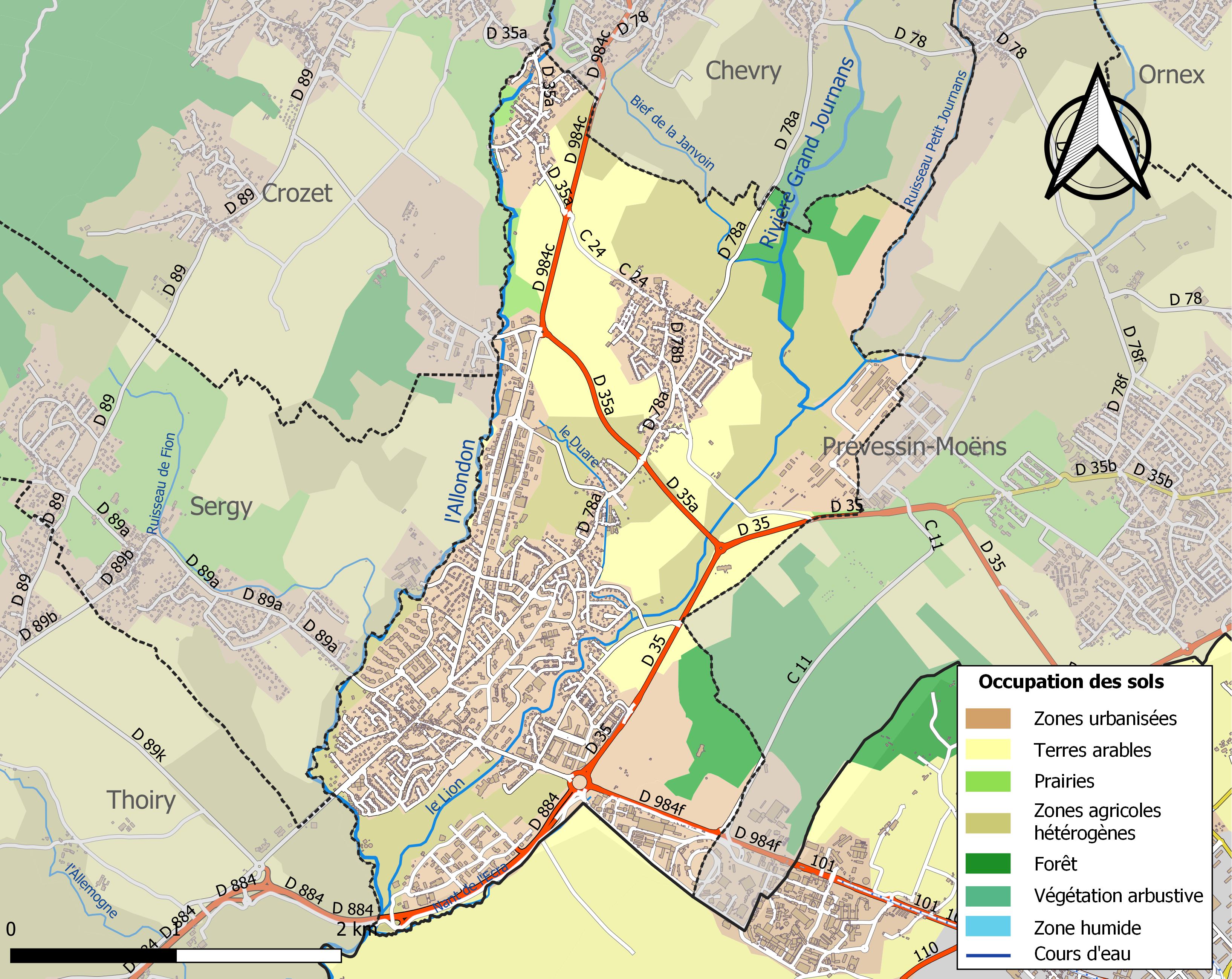
Carte des infrastructures et de l'occupation des sols de la commune en 2018 (CLC).

### Morphologie urbaine
Saint-Genis-Pouilly se compose de deux bourgs (Saint-Genis et Pouilly) et deux hameaux (Pregnin et Flies). Les deux bourgs tendent, vu leur extension croissante, à ne plus former qu'un tandis que les deux hameaux restent encore séparés l'un de l'autre et des deux bourgs. Le bourg de Pouilly est notamment séparé du hameau de Pregnin par la route de contournement du bourg de Saint-Genis.

### Logement
L'habitat de Saint-Genis-Pouilly est essentiellement composé de logements en immeubles collectifs (67,3 % du parc) et de résidences principales (91,0 % du parc). Les immeubles collectifs sont concentrés dans le bourg de Saint-Genis.
La commune compte une proportion significativement plus importante de résidences principales en immeubles collectifs que les autres communes de l'arrondissement : si près des deux tiers (65,5 %) des Saint-genésiens habite en immeuble collectif, moins d'un Gessien
sur deux (46,5 %) y habite.
Le pays de Gex, l'Ain, la région Auvergne-Rhône-Alpes et la France métropolitaine comptent une majorité de propriétaires de leur résidence principale. Par contre, Saint-Genis-Pouilly compte une majorité de locataires (seulement 43,9 % des résidences principales sont occupées par leur propriétaire). Seule Ferney-Voltaire compte, dans le pays de Gex, une plus faible proportion de propriétaires de leur résidence principale (33,5 %). Il est possible que le grand nombre de fonctionnaires internationaux habitant dans ces deux communes explique cette particularité.

### Projets d'aménagements
Entre 2013 et 2020, de nombreuses nouvelles zones résidentielles ont vu le jour, dont :
- La construction d'immeubles résidentiels à Pouilly
- La construction d'immeubles résidentiels et commerciaux derrière le Centre Culturel Jean Monnet
- La construction d'un quartier résidentiel à la place de la caserne des pompiers et du terrain de pétanque de la rue de Genève

De plus, un centre médical a vu le jour vers la Porte de France ainsi qu’une annexe du Lycée International de Ferney-Voltaire.
Le projet d'extension du tramway genevois jusqu'au rond-point de la Porte de France a, quant à lui, été abandonné.
Début mars 2020, les projets de la commune et du pays de Gex sont les suivants :
- L'aménagement du rond-point Porte de France pour permettre un trafic voiture et bus plus fluide[31]
- La construction d'un centre aquatique dans le secteur Porte de France[32]
- La construction d'immeubles résidentiels et d'un hôtel dans le secteur Porte de France[33]
- La construction d'un grand centre commercial nommé « open ». Ce projet est controversé, les infrastructures routières n'étant pas adaptées au trafic que cela engendrerait[34]
- La création d'un complexe de différents équipements sportifs, ainsi que le réaménagement de l'actuelle aire de jeux, situé « Sous les Vignes »[35]

## Toponymie

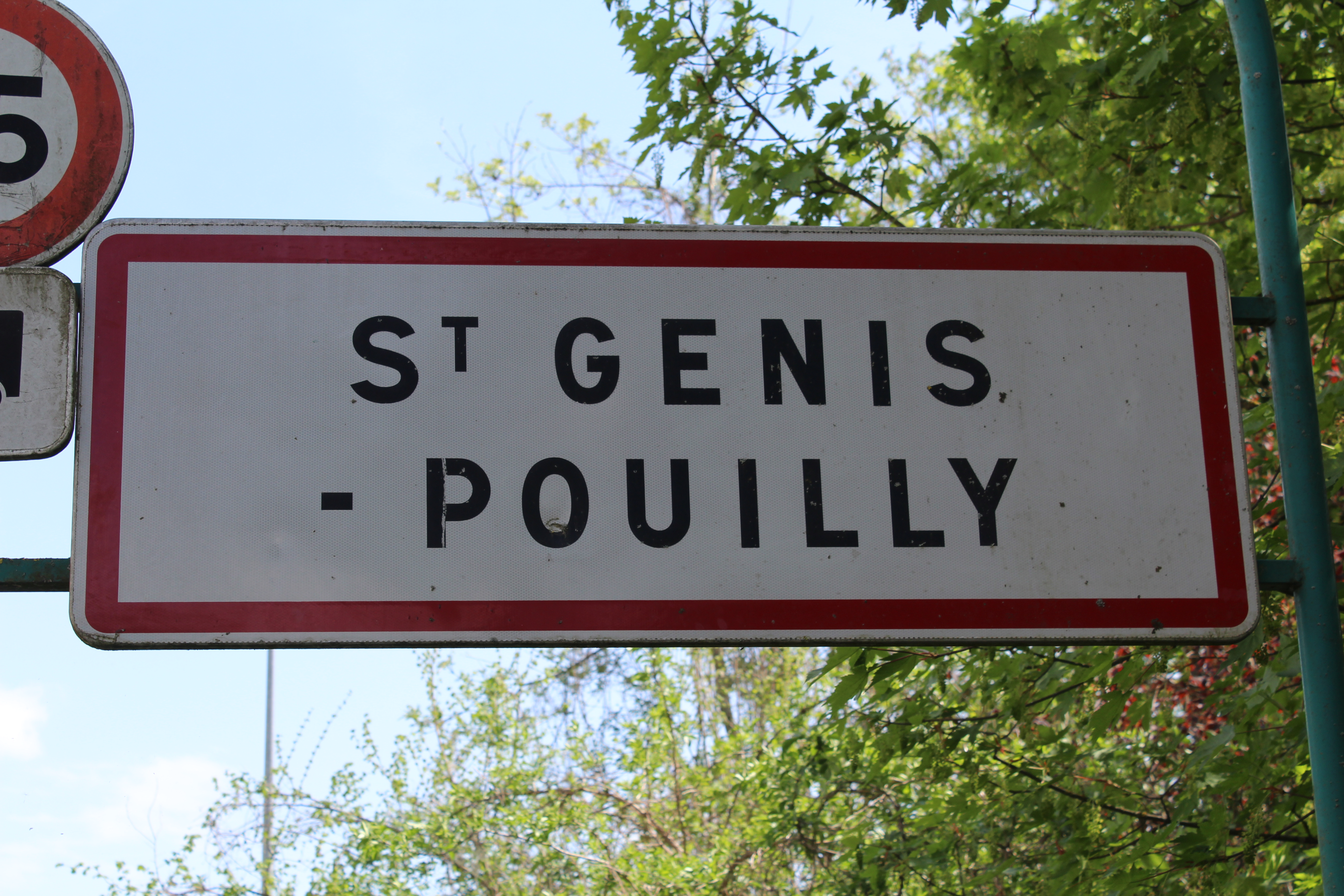
Panneau d'entrée dans la ville.

C'est en 1887 que l'appellation actuelle, Saint-Genis-Pouilly, apparaît sur les registres de l'état civil. Auparavant, ce sont les noms de Pouilly-Saint-Genis ou Pouilly-Saint-Genix qui étaient utilisés. Avant la Révolution française, les deux bourgs étaient identifiés séparément jusqu'à leur fusion. À cette période, la commune prend temporairement les noms de Commune-du-Centre et Lecentre.
Pouilly était une petite cité gallo-romaine dont le nom vient sans doute du latin Pauliacum. Dans son atlas historique, G. Debombourg situe Pulliacum à l'époque du second royaume de Bourgogne (879-1032) là où il situe sur ses cartes religieuses l'église de Pouilly-St-Genis. Dans ses Preuves, il cite un texte de 993 qui mentionne Pulliacum. Un mémoire de 1698 mentionne un certain Balthazard comme noble de Prengin, dans le pays de Gex (peut-être est-ce le nom donné à cette époque à l'actuel hameau de Pregnin). Entre 1601 et 1789 il est fait mention de la Baronnie de Saint-Genist.
Nom de domaine d´origine gallo-romaine Polliacum, Pulliacum, dérivés avec le suffixe -acum du gentilice Paulius ou Pollius. Homonymie avec les nombreux Pauilhac, Paulac, Pouillac, Poillé, Pouilly, Pouilley, Pollieu, etc., recensés par Albert Dauzat. Ainsi, le toponyme "Pouilly" peut également faire référence à l'une des tribus rustiques de Rome Pollia à laquelle les enfants de légionnaires, nés dans les provinces de l’Empire, appartenaient par le droit du sol.
Au fil du temps, Saint-Genis prit de l'importance. Son relais des Postes Royales, à côté de l'actuelle chapelle, fit croître le bourg et Pouilly-Saint-Genix devint Saint-Genis-Pouilly. Pregnin figure dans les Procès-verbaux du Directoire. Le nom de Saint-Genis provient sans doute, comme dans le cas de Saint-Genis-Laval, de Saint Genest, comédien romain de la seconde moitié du IIIe siècle, martyrisé sous Dioclétien.

## Histoire

### Antiquité
Les origines de Saint-Genis-Pouilly remontent à l'époque gallo-romaine. La colonie romaine Colonia Iulia Equestris fondée par Jules César entre 50 et 45 av. J.-C. s'étendait jusqu'à Thoiry et englobait donc le territoire qui devait devenir Saint-Genis-Pouilly. La grande villa de Pouilly, construite au Ier siècle et située aux alentours de l'actuelle église de Pouilly, était habitée par une famille riche, comme en témoignent les bijoux, bagues et bracelets qui y ont été retrouvés.
Des tombes en tuiles (dalles de molasse ?) découvertes à Pouilly au début du XIXe siècle (1821 ?) indiquent l'existence d'une population sur le territoire de la commune au VIIe siècle.
Plusieurs trésors ont été enfouis à Pouilly entre 250 et 300 lors des invasions des Alamans et ensuite, vers 406, lors des invasions burgondes.
Plusieurs tombes du VIe siècle ont été découvertes à Pregnin. Le prieuré fut établi par quelques moines à Pouilly à la fin du Xe siècle. Le lieu-dit les Châtelets, situé au nord de Pregnin, doit sans doute son nom à la présence au IIIe siècle de petits forts situés sur la route romaine longeant le Jura.

### Moyen Âge
En 1301, Uldric, seigneur de Saint-Genis renouvelle son hommage au Dauphin.
Au Moyen Âge, les quatre villages de Saint Genis, Pouilly, Pregnin et Flies sont fortement peuplés ; 81 feux sont recensés. Les habitants possèdent un gros troupeau de bovins de 261 vaches laitières. L'activité principale est l'alpage qui permet de produire des fromages de gruyère qui sont commercialisés à Genève.

### Époque moderne
XVe et XVIe siècles ;
Pouilly-Saint-Genix prospère fortement à l'abri d'un monastère bénédictin. En 1536 cependant, les Bernois détruisent complètement la ville et le monastère.
XVIIe siècle
La construction de la route royale transforme l'économie de Saint-Genis et des bourgs voisins. Maréchaux-ferrants, commerces, auberges, complètent l'agriculture.
XVIIIe siècle

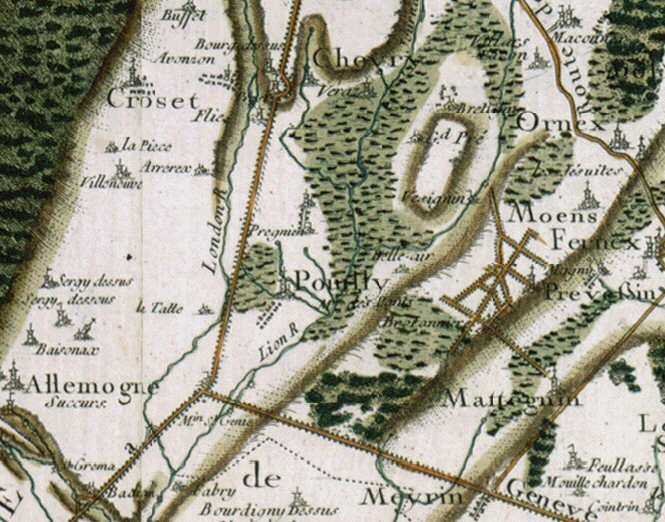
Carte de Cassini - Feuille Genève - Zone de Saint-Genis-Pouilly.

La feuille Genève de la carte de Cassini, dont les levés ont été réalisés par Calon de Felcourt entre 1759 et 1761, permet d'identifier le bourg de Pouilly, les hameaux de Pregnin et Flies, ainsi que le Moulin St-Genis. La route de Lyon à Genève et sa bifurcation jusqu'à Gex y sont aussi clairement visibles. Ces routes, facilement identifiables car rectilignes sur la quasi-totalité de leur tracé dans le pays de Gex, existent encore aujourd'hui.

### Époque contemporaine
XIXe siècle
À partir de 1817, le marais de Pouilly, situé autour de l'ancien château, est drainé car il cause de nombreuses fièvres dans les villages de Pregnin et Pouilly. En 1820, des fontaines publiques, dans chaque hameau, remplacent les puits particuliers. La fontaine de la place de Saint-Genis est construite entre 1824 et 1826.
XXe siècle
Entre les deux guerres mondiales, c'est la diamanterie Donnet qui est l'industrie principale de la commune.
C'est l'extension sur France du CERN (Organisation européenne pour la recherche nucléaire), au milieu des années 1960, qui fit de Saint-Genis-Pouilly la petite ville coquette qu'elle est aujourd'hui. C'est aussi grâce à la présence du CERN que le tissu économique local s'est considérablement densifié et diversifié.
Le tunnel abritant la boucle de 27 kilomètres du Large Hadron Collider, l'accélérateur de particules du CERN passe à une centaine de mètres sous la commune.

### Événements notables
Quelques événements dans l'histoire de la commune :
| Année | Événement |
| ----- | --- |
| 1536  | Les armées bernoises saccagent, brûlent et rasent la ville de Pouilly-Saint-Genix et son prospère monastère bénédictin                         |
| 1590  | Le château de Pouilly est détruit sur ordre des Conseils                                                                                       |
| 1591  | Les troupes espagnoles de don Olivaros mettent le pays de Gex à feu et à sang                                                                  |
| 1601  | Avec tout le pays de Gex, Saint-Genis-Pouilly est rattachée à la France. Reprise du fief de Saint-Genix par Françoise de Lambert               |
| 1662  | Le temple protestant de Pouilly est détruit le 30 novembre sur ordre de l'évêque de Genève Celui de Pregnin est aussi détruit cette même année |
| 1722  | La seigneurie de Saint-Genix passe à l'Evêque et prince de Genève                                                                              |
| 1887  | Première mention de Saint-Genis-Pouilly comme nom de la commune.                                                                               |

## Politique et administration

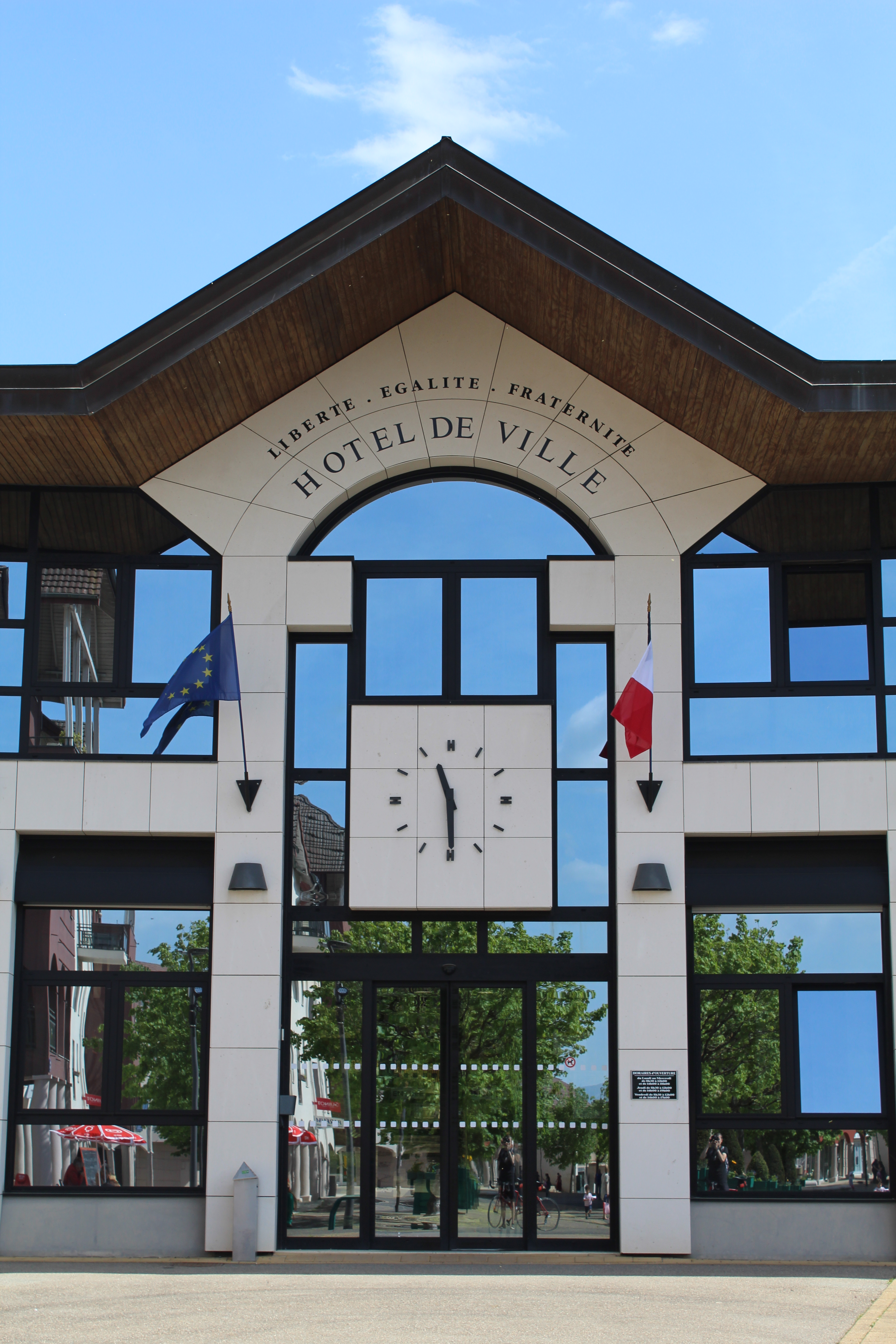
Hôtel de ville.

### Tendances politiques et résultats
Référendums nationaux
Lors du vote concernant le traité établissant une constitution pour l'Europe, le 29 mai 2005, 1 865 des 3 089 inscrits ont voté
et les 1 838 suffrages exprimés à cette occasion se sont répartis de la manière suivante : 1 087 oui (59,14 %) et
751 non (40,86 %).
Lors du vote concernant le traité de Maastricht, le 20 septembre 1992, 1 814 des 2 576 inscrits ont voté et les 1 774 suffrages exprimés à cette occasion se sont répartis de la manière suivante: 1 186 oui (66,85 %) et 588 non (33,15 %). Au niveau national, une faible majorité s'était dégagé : seulement 51,04 %.

### Administration municipale

#### Élections municipales
Deuxième tour des élections municipales du 18 mars 2001. Au total, sur les 3 023 inscrits, il y a eu 1 807 votants et 1 765 suffrages exprimés.
| Liste               | Tête de liste | Voix | %     | Sièges |
| ------------------- | ------------- | ---- | ----- | ------ |
| Un avenir pour tous | H. Bertrand   | 859  | 48,67 | 22     |
| En avant            | M. Hayotte    | 689  | 39,04 | 6      |
| Unis pour réussir   | M. Mugnier    | 217  | 12,29 | 1      |

Aux élections municipales de 2008, deux listes se sont opposées lors d'un unique tour le 9 mars.
| Liste                  | Tête de liste     | Voix | %    | Sièges |
| ---------------------- | ----------------- | ---- | ---- | ------ |
| Un avenir pour tous    | H. Bertrand       | 1082 | 54,8 | 23     |
| Ouverture et renouveau | M. Chenu-Durafour | 894  | 45,2 | 6      |

Les élections de mars 2014 ont vu une nouvelle victoire de la liste conduite par le maire sortant. Avec 2376 votants et 2266 suffrages exprimés sur 4106 inscrits, le taux d'abstention était de 42,13 % pour cette élection.
| Liste               | Tête de liste     | Voix | %    | Sièges |
| ------------------- | ----------------- | ---- | ---- | ------ |
| Un avenir pour tous | H. Bertrand       | 1167 | 51,5 | 22     |
| Réveilles-toi       | M. Chenu-Durafour | 1099 | 48,5 | 7      |

Lors des élections de juin 2020, marquées par la crise COVID-19 et une forte abstention, le maire sortant a été reconduit. Avec 1907 votants et 1880 suffrages exprimés sur 5015 inscrits, le taux d'abstention était de 61,97 % pour cette élection.
| Liste      | Tête de liste     | Voix | %     | Sièges |
| ---------- | ----------------- | ---- | ----- | ------ |
| Liste DVG  | H. Bertrand       | 867  | 46.11 | 25     |
| Liste DVD  | M. Chenu-Durafour | 734  | 39.04 | 6      |
| Liste EÉLV | A.-S. Marchand    | 279  | 14.84 | 2      |

### Finances locales
La commune a supporté en 2008 (2005) un total de charges de fonctionnement de 7.13 (6.64) M€ et un total de 3.34 (4.06) M€ d'investissements, alors que ses produits de fonctionnement se montaient à 8.92 (7.96) M€ et ses ressources d'investissement à 3.55 (3.69) M€. Elle a donc dégagé un résultat d'ensemble positif de 2.00 (0.96) M€ cette même année.
Au 31 décembre 2008 (2005), Saint-Genis-Pouilly était endettée à hauteur de seulement 0.95 (2.12) M€, soit 118 (288) € par habitant (les communes de 5 000 à 10 000 habitants —la strate— ont une dette moyenne de 1021 (935) € par habitant).
Ceci alors que les recettes provenant de la taxe professionnelle étaient faibles: 0.55 (0.53) M€ (soit 68 (72) € par habitant alors que la moyenne de la strate était de 249 (211) € par habitant).
|                             | 2008    | 2005    | Variation |
| --------------------------- | ------- | ------- | --------- |
| Charges de fonctionnement   | 7.13 M€ | 6.64 M€ |           |
| Investissements             | 3.34 M€ | 4.06 M€ |           |
| Produits de fonctionnement  | 8.92 M€ | 7.96 M€ |           |
| Ressources d'investissement | 3.55 M€ | 3.69 M€ |           |
| Résultat                    | 2.00 M€ | 0.96 M€ |           |
| Dette                       | 0.95 M€ | 2.12 M€ |           |
| Dette par habitant          | 118 €   | 288 €   |           |

## Population et société

### Démographie
Les habitants de la commune sont appelés les Saint-Genésiens.
L'évolution du nombre d'habitants est connue à travers les recensements de la population effectués dans la commune depuis 1793. Pour les communes de plus de 10 000 habitants les recensements ont lieu chaque année à la suite d'une enquête par sondage auprès d'un échantillon d'adresses représentant 8 % de leurs logements, contrairement aux autres communes qui ont un recensement réel tous les cinq ans,.
En 2022, la commune comptait 14 584 habitants, en évolution de +22,64 % par rapport à 2016 (Ain : +5,15 %, France hors Mayotte : +2,11 %).
| 1793 | 1800 | 1806 | 1821 | 1831 | 1836 | 1841 | 1846 | 1851 |
| ---- | ---- | ---- | ---- | ---- | ---- | ---- | ---- | ---- |
| 628  | 637  | 621  | 742  | 836  | 865  | 762  | 781  | 858  |

| 1856 | 1861 | 1866 | 1872 | 1876 | 1881 | 1886 | 1891 | 1896 |
| ---- | ---- | ---- | ---- | ---- | ---- | ---- | ---- | ---- |
| 760  | 780  | 787  | 787  | 797  | 884  | 821  | 752  | 720  |

| 1901 | 1906 | 1911 | 1921 | 1926 | 1931 | 1936 | 1946 | 1954 |
| ---- | ---- | ---- | ---- | ---- | ---- | ---- | ---- | ---- |
| 687  | 719  | 722  | 655  | 656  | 656  | 639  | 612  | 647  |

| 1962 | 1968  | 1975  | 1982  | 1990  | 1999  | 2004  | 2006  | 2011  |
| ---- | ----- | ----- | ----- | ----- | ----- | ----- | ----- | ----- |
| 904  | 2 030 | 3 549 | 4 631 | 5 696 | 6 383 | 7 237 | 7 865 | 9 186 |

| 2016   | 2021   | 2022   | - | - | - | - | - | - |
| ------ | ------ | ------ | - | - | - | - | - | - |
| 11 892 | 14 558 | 14 584 | - | - | - | - | - | - |

#### Une population en rapide augmentation
La population de Saint-Genis-Pouilly est en rapide augmentation depuis le milieu des années 1960 : Une des conséquences de cette augmentation rapide de la population (ainsi que de celle des communes voisines tant en France qu'en Suisse) est l'augmentation rapide du prix des logements. Ainsi, par exemple, le prix au mètre carré d'un appartement ancien dans le pays de Gex a augmenté de 59 % entre 2000 et 2004, selon l'INSEE.

#### Une population internationale
La proximité de la Suisse et des organisations internationales installées à Genève explique qu'une partie significative de la population de la commune soit étrangère ou d'origine étrangère. Ainsi, selon l'INSEE en 2017, 49 % des habitants âgés de 25 à 54 ans de la commune étaient immigrés (nés étranger à l'étranger)  dont 31 % originaires d'un pays d'Europe et 18 % originaires d'un pays situé hors d'Europe. Parmi les jeunes âgés de 0 à 18 ans, 60 % avaient au moins un parent immigré (35 % au moins un parent immigré d'un pays d'Europe et 25 % au moins un parent immigré d'un pays situé hors d'Europe),,,.

### Enseignement
Cinq écoles élémentaires sont réparties sur la commune :
- l'école du Jura située derrière l'ancienne mairie[77] ;
- l'école du Lion située vers le cours d'eau du même nom ;
- l'école de Pregnin située dans ce hameau ;
- le groupe scolaire Boby-Lapointe situé dans les Hauts de Pouilly (entre le bourg de Saint-Genis et celui de Pouilly) ;
- le groupe scolaire de la Diamanterie situé près du rond-point Porte-de-France.

Un collège, dénommé Jacques-Prévert, accueille les élèves des communes de Saint-Genis-Pouilly, Sergy et Crozet. Cet établissement public local d'enseignement a été restructuré de 2007 à 2010 pour une capacité totale de 600 élèves. Le nombre d'élèves en 2010-2011, est de 480, 652 en 2018-2019 et de 653 en 2019-2020. A la rentrée 2022-23, le collège accueillait 668 élèves, en 2023-24 ils étaient 725. Faute de moyens alloués par l'IA-DASEN de l'Ain, le collège a déjà dû refuser plusieurs enfants habitant le secteur plusieurs années de suite,. Il était également, plusieurs années de suite, dans le top 5 sur le site Ouyapacours de la FCPE. Par ailleurs, une bourse aux fournitures scolaires et la dictée pour tous sont également organisés par la FCPE, dont plusieurs membres du bureau du Conseil Local siègent au conseil municipal (liste majoritaire du maire), en compagnie de la secrétaire du collège. Une 2e association de parents d'élèves, minoritaire et peu visible, est également présente dans le collège.
Le collège recevait auparavant les élèves des communes de Saint-Genis-Pouilly, Sergy, Thoiry, Saint-Jean-de-Gonville et Péron, le secteur a été modifié lors de l'ouverture du collège de Péron à la rentrée 2009 et une nouvelle fois lors de la rentrée 2019 pour faire baisser le nombre d'élèves, notamment au collège de Saint-Genis. Le contraire a été le cas : le nombre d'élèves dans tous les collèges gessiens a fortement augmenté.
Un lycée avec section technique a ouvert en automne 2016 à l'entrée de la commune, il s'agit d'une extension du lycée international de Ferney-Voltaire. Il fait partie du projet Porte de France qui accueille déjà un gymnase (dans l'école de la Diamanterie), et une piscine dont l'élargissement vient de s'achever. Le projet du tramway, plébiscitée par la majorité des habitants de la commune, a été abandonné à la suite de querelles politiques entre la mairie de Saint-Genis-Pouilly et l'intercommunalité.

### Manifestations culturelles et festivités
La Fête de l'Oiseau est la principale fête communale. Elle a lieu fin mai ou début juin sur un week-end et est organisée par l'association loi de 1901 des Chevaliers de l'Oiseau. Durant tout le week-end, la fête foraine bat son plein. Un défilé avec chars fleuris et musiques a lieu le dimanche après-midi avec le roi, le roitelet, la reine et ses demoiselles d'honneur en tête de cortège. Le tir à l'oiseau, se rattachant à la tradition du Papegai, qui a lieu le lundi, détermine qui seront les nouveaux roi et roitelet. La reine et ses demoiselles d'honneur sont élues lors d'une soirée dansante qui a lieu en février.

### Santé
La commune est très mal équipée en matière de santé comme l'intégralité du pays de Gex qui souffre du trop haut coût de la vie pour les nouveaux médecins. Une maison médicale a été construite dans le secteur Porte de France, mais il reste de nombreux cabinets vides.

### Sports
Plusieurs associations sportives sont présentes à Saint-Genis-Pouilly. On y trouve un club d'athlétisme, un club de badminton, un club d'arts martiaux, un club de rugby (RC CERN Meyrin Saint-Genis, évoluant en championnat suisse) mais également les clubs de gym, basketball, escrime, football, de danse, de judo, de pétanque, et de ski.

## Économie
Saint-Genis-Pouilly est, depuis l'implantation du Technoparc, le siège privilégié de l'activité économique du pays de Gex. Pour aider au développement économique du bassin local, l'Agence de Développement du Pays Bellegardien a d'ailleurs établi ses locaux à Saint-Genis-Pouilly.

### Zone franche
Saint-Genis-Pouilly bénéficie, tout comme les autres communes du pays de Gex, du statut très particulier de zone franche instauré par le Congrès de Vienne dans le second Traité de Paris du 20 novembre 1815 De ce fait, les marchandises importées ou exportées hors de l'Union européenne ne sont pas soumises aux droits de douane.
Si ce statut a connu des changements importants par le passé, il semble aujourd'hui stabilisé. L'absence de droits de douane est particulièrement intéressant pour les particuliers habitant la zone franche lorsqu'ils achètent des véhicules fabriqués en dehors de l'Union européenne car ceux-ci sont normalement frappés de droits de douane spécifiques importants (environ 10 %). Ces véhicules sont facilement identifiables sur les routes puisqu'ils sont immatriculés en plaques rouge avec la nouvelle immatriculation. Dans la seconde moitié du XXe siècle, le sucre et le beurre hors Union étaient aussi très prisés dans la zone franche.

### Revenus de la population et fiscalité

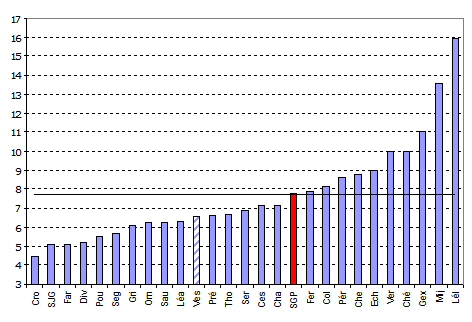
Taux des taxes d'habitation en vigueur dans le pays de Gex en 2006 (Saint-Genis-Pouilly en rouge).

Depuis quelques années, le taux de la taxe d'habitation est resté fixé à 7,78 %. Comme indiqué dans le graphique ci-contre, ce taux était en 2006 quasiment égal au taux moyen appliqué par les communes du pays de Gex : 7,69 %.

### Emploi
Selon l'enquête annuelle de recensement menée par l'INSEE en 2004, le taux de chômage dans la commune était de 7,9 % (contre 7,4 % en 1999).

## Culture et patrimoine

### Lieux et monuments

#### Monuments laïques
- Ruines du château de Flies (XIIIe siècle) dont les seigneurs sont cités en 1287[102].
- Château de Pouilly (pour mémoire). Le château qui devait exister vers 1184 et détruit en 1590.
- Des sépultures gallo-romaines des VIe – VIIIe siècles se trouvent encore dans le cimetière entourant l'église de Pouilly.

#### Monuments religieux
- L'église Saint-Pierre de Pouilly, rue de l'Église (porche et chœur du XIIIe siècle) est sans doute l'élément du patrimoine architectural communal le plus connu. L'église est romane, sauf son chœur qui est gothique.
- Le Temple réformé et église évangélique Mennonite, 13 rue de Lyon.

### Espaces verts et fleurissement

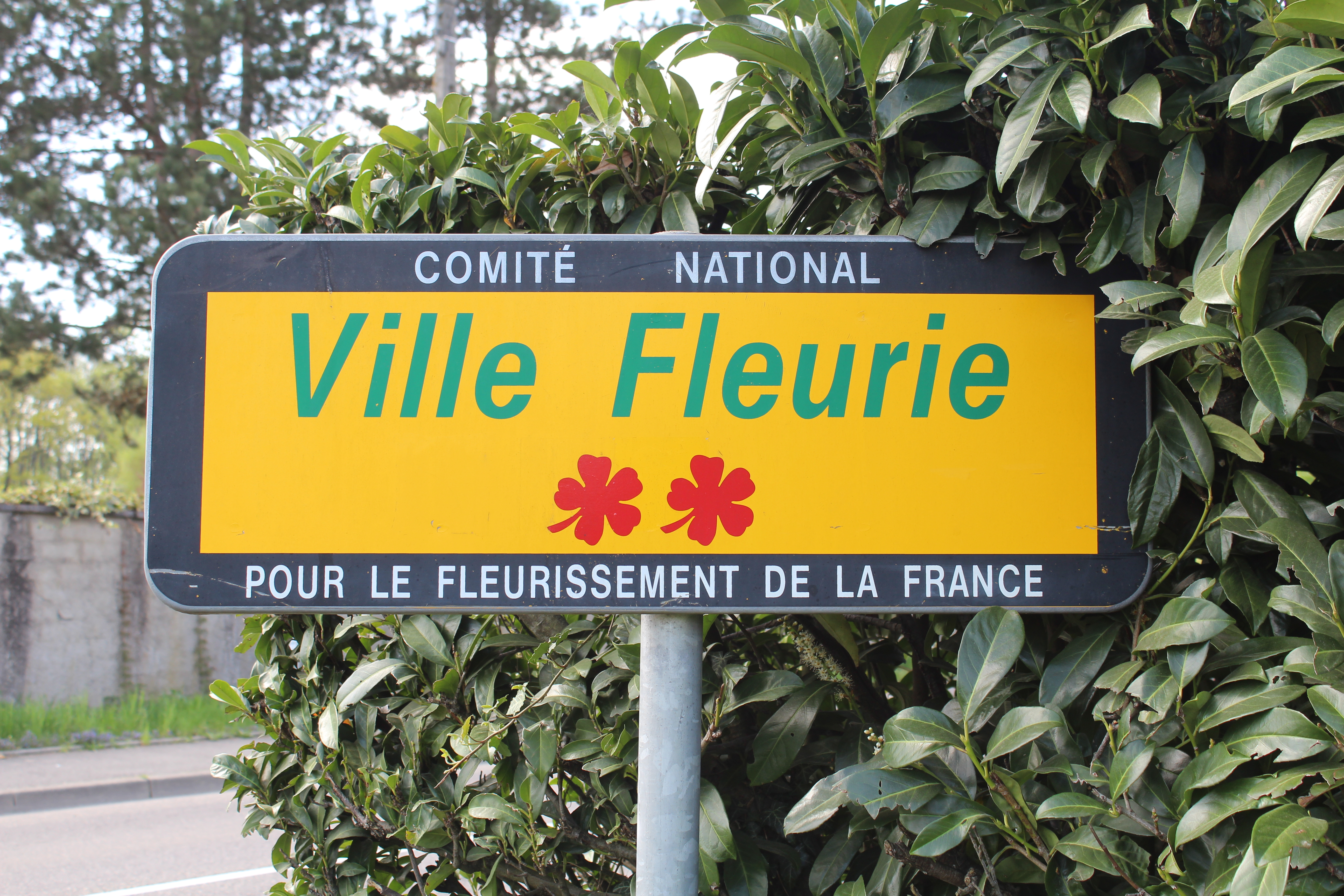
Panneau avec les deux fleurs.

En 2014, la commune de Saint-Genis-Pouilly bénéficie du label « ville fleurie » avec « 2 fleurs » attribuées par le Conseil national des villes et villages fleuris de France au concours des villes et villages fleuris.

### Patrimoine culturel
- Le théâtre du Bordeau, inauguré en 2006, offre 250 places assises aux amateurs de théâtre, danse, musique et autres arts de la scène. Depuis janvier 2020, des films y sont également projetés,
- Pregn'Art, le week-end annuel au cours duquel des artistes locaux exposent dans les jardins du hameau de Pregnin, est l'une des manifestations dédiées aux art plastiques.

#### Science
Le CERN apporte à la commune une ouverture sur la physique de pointe qui est assez unique dans le monde, puisque des conférences y sont organisées très fréquemment et que certaines d'entre elles sont ouvertes au public. La visite du CERN à Saint-Genis-Pouilly constitue en 2009, le 6e site touristique le plus visité du département de l'Ain avec 25 419 visiteurs.

### Identité

#### Héraldique
| Blason de Saint-Genis-Pouilly | Blason  | D'azur à trois tours d'or maçonnées de sables, ouvertes et ajourées du champ.                                                             |
| Blason de Saint-Genis-Pouilly | Détails | Aujourd'hui, la commune utilise exclusivement un logo moderne qui figure en bonne place sur les pages de son site et de ses publications. |

#### Logos

Logo avant 2018.
Logo de la ville depuis 2018.

### Personnalités liées à la commune
- Olga Givernet, conseillère municipale de la commune, élue le 18 juin 2017 députée de la troisième circonscription de l'Ain.